# Комиссия по установлению истины и примирению

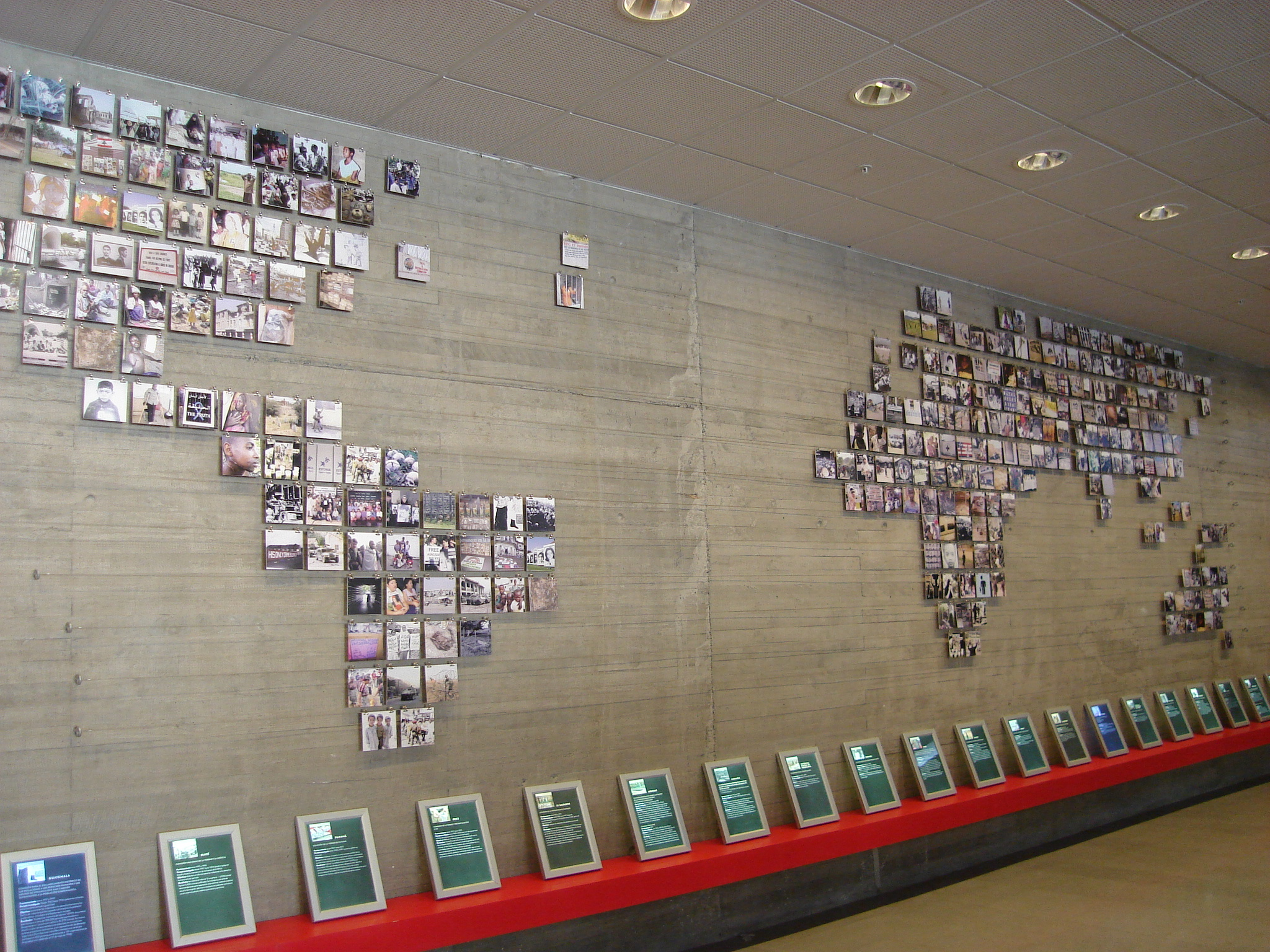
Карта Комиссий по установлению истины и примирению в Музее прав человека, Сантьяго, Чили

Комиссия по установлению истины и примирению, Комиссия правды и справедливости или Комиссия правды — независимый орган, создаваемый для обнаружения и разоблачения действий государства и негосударственных субъектов, которые имели неправомерный характер в прошлом. Комиссия также занимается разрешением конфликтов, созданных на почве ущемления прав. Случается так, что комиссии создают сами государства, чтобы бороться с нарушением прав в результате правления диктаторов, и с целью разрешения конфликтов, которые возникали во времена холодной войны и гражданских войн. Комиссия «всегда тщательно подходит к определению справедливости, правды, примирения, и со всей ответственностью подходит к решению того, кому на данный момент больше всего нужна поддержка и помощь, и чьи права ущемлены в большей степени».
Присцилла Хейнер в своей книге пишет, что «во-первых — комиссия правды сосредоточена на прошлых событиях, нежели на тех, которые происходят сейчас, во-вторых — она очень тщательно прослеживает всю хронологию событий, в-третьих — она непосредственно и тесно работает с пострадавшими, собирая информацию на основе их воспоминаний, в-четвёртых — это временный орган, кульминацией деятельности которого является финальный отчёт, и в-пятых — она является зарегистрированным, уполномоченным государством органом».

## Рабочий процесс
Благодаря тому, что комиссия обладает государственным мандатом на деятельность, комиссия имеет статус «официального искателя правды» и имеет доступ к непубличной информации, чтобы доказать факты государственного терроризма и преступлений государства против прав человека.
Основной проблемой комиссии является то, что она не способна бороться с точечными нарушениями и вести большое количество частных судебных дел одновременно. Вместо этого она сосредотачивается на выявлении общественных проблем и пытается вызвать общественные резонансы, обличая мировых деятелей. Инструментом комиссии стали финальные отчёты о работе, благодаря которым они добиваются уголовных преследований лиц, которые участвовали в жестоких неправомерных действиях против людей.

### Чили
Создана в 1990 году по указу Президента Чили Патрисио Эйлвина в ходе переходного процесса к демократическому правлению с целью определения числа пострадавших от массовых репрессиий, совершённых во время военной диктатуры генерала Аугусто Пиночета, существовала до 1991 года. 

### ЮАР
Создана в 1996 году после окончания апартеида. Мандат комиссии заключался в том, чтобы свидетельствовать, регистрировать и в некоторых случаях предоставлять амнистию лицам, совершившим преступления, связанные с нарушениями прав человека, а также предлагать возмещение ущерба и реабилитацию жертвам. Также был создан реестр примирения, чтобы обычные южноафриканцы, желающие выразить сожаление по поводу прошлых прегрешений, также могли письменно изложить свое раскаяние:219.

### Индонезия и Тимор
Создана совместно правительствами Индонезии и Восточного Тимора. Работа Индондонезийско-Тиморской комиссии была направлена на расследования нарушений прав человека в период проведения референдума по самоопределению Восточного Тимора. Комиссия опубликовала отчёт в 2008 году и впоследствии передала его президентам обеих стран. В том числе на основании этого отчёта правительство Индонезии впервые признало нарушения прав человека, имевших место во время оккупации.

### Тимор
Работа Тиморской комиссии была направлена на репатриацию тиморцев из Западного Тимора, сбор показаний и реинтеграцию тиморских преступников в общество. Финальный отчёт комиссии включает в себя 2500 страниц, на которых описаны массовые нарушения прав человека. Правительство Тимора сообщало, что не обсуждало в парламенте результаты работы, но заявило, что выполнило основные рекомендации.

### Тунис
Тунисская комиссия собирала показания пострадавших, оказывала материальную поддержку и гуманитарную помощь. В марте 2019 года опубликовала 2000-страничный отчёт, показания по которым собирала на протяжении 9 месяцев
, о преступлениях против прав человека, которые были совершены при событиях военного переворота 1960-х годов, против экс-президента Туниса. Подвергалась критике.